# Demadiana diabolus
Espèce
Demadiana diabolus est une espèce d'araignées aranéomorphes de la famille des Arkyidae.

## Répartition
Cette espèce est endémique d'Australie. Elle se rencontre en Tasmanie et en Australie-Méridionale.

## Description
Le mâle holotype mesure 2,04 mm et la femelle paratype 2,85 mm.

## Systématique
Le nom valide complet (avec auteur) de ce taxon est Demadiana diabolus Framenau (d), Scharff (d) & Harvey, 2010,.

### Publication originale
- (en) Volker W. Framenau, Nikolaj Scharff et Mark S. Harvey, « Systematics of the Australian orb-weaving spider genus Demadiana with comments on the generic classification of the Arkyinae (Araneae: Araneidae) », Invertebrate Systematics, Australie, vol. 24,‎ 29 juin 2010, p. 139-171 (ISSN 1445-5226, e-ISSN 1447-2600, DOI 10.1071/IS10005).